# Adolf Wurmbach
Adolf Wurmbach (* 15. Juli 1891 in Littfeld; † 17. Januar 1968 in Kredenbach) war ein deutscher Schriftsteller und Heimatdichter. Die frühere Grundschule in Kreuztal-Krombach trug seinen Namen.

## Leben
Adolf Wurmbach wurde als Sohn eines Bergarbeiters geboren. Nach Abschluss der Volksschule begann er eine Kaufmannslehre. Es folgte eine Ausbildung zum technischen Zeichner. Aufgrund seiner Vorliebe für die Literatur begann er 1911 eine Ausbildung zum Lehrer am Hilchenbacher Lehrerseminar, die er erst nach dem Ende des Ersten Weltkriegs, an dem er teilnahm, 1920 abschließen konnte.
Ab 1907 veröffentlichte er erste Gedichte unter dem Pseudonym „Erwin Röslin“ in der Siegener Zeitung. Als Soldat schrieb er unter diesem Namen für die Liller Kriegszeitung Propagandagedichte, die 1919 in dem Band Blumen im Brachland publiziert wurden und von denen zwei (Der letzte Abschied, Reiterlied) im selben Jahr in ein chauvinistisch-monarchistisches Kriegsgedenkbuch aufgenommen wurden.
Ab 1920 unterrichtete Wurmbach als Volksschullehrer in Gelsenkirchen Kinder der Industriearbeiter, deren soziale Umwelt von ihrer Zugehörigkeit zum Proletariat geprägt war. Er thematisierte dieses Milieu er in einigen seiner Verse. In Gelsenkirchen heiratete er im Juli 1922 die Lehrerin Emilie Auguste Katharina geb. Bollens. Da er kein „Doppelverdienen“ in der Familie wünschte, bewog er sie, den Schuldienst aufzugeben und sich auf die Hausfrauenrolle zu beschränken. 1925 wurde das einzige Kind Annemarie geboren. 
Im völkisch-nationalistischen Siegerländer Heimatkalender, dem Organ der regionalen Heimatbewegung, erschienen bis 1922 drei oder vier Beiträge Wurmbachs. 1924 hatte er sich dem Pazifismus zugewandt. Einen ersten Beitrag pazifistischen Inhalts (Kriegsandenken) veröffentlichte er im Organ der Deutschen Friedensgesellschaft (DFG), dem Pazifist. Dort bekundete er, er habe ein familiäres Ludendorff-Bild dem Müllkasten überantwortet. Nie wieder wolle er sagen, dass auch er im Weltkrieg dabei gewesen sei, „als Lille brannte“. Er habe in einem „Wahn“ gehandelt, als er dem „Moloch Krieg“ „Hymnen“ gesungen habe. Er wolle „vergessen, vergessen“. Wurmbachs Neuorientierung und die damit einhergehende publizistische Aktivität bewirkten eine scharfe Verurteilung durch die in der Region vorherrschenden politischen und kulturellen Rechtskräfte. Die nationalistische Siegener Zeitung kommentierte, er ziehe „alles, was ihm bisher hoch und heilig schien, in den Schmutz.“
1924 kam es im Zusammenhang mit der 700-Jahr-Feier der Stadt Siegen zu einem Eklat. Wurmbachs Historienspiel Hermann von Wilnsdorf, das als Teil des Festprogramms aufgeführt werden sollte, wurde auf Druck der „vaterländischen Verbände“ durch die Kunstkommission der Stadt abgesetzt. Die Begründung lag nicht in Inhalten des Stücks, sondern in Wurmbachs Person, in dessen Abkehr von seinen nationalistisch-militaristischen Positionen. Nach „großer Beliebtheit“ in den „vaterländischen“ Kreisen besudle er jetzt die historisch einzigartigen deutschen Weltkriegstaten. Tatsächlich war Wurmbach in diesen Jahren wohl ein entschiedener Gegner der Rechtskräfte, denn noch Anfang 1933 dichtete er: „Laßt nicht die große Stunde vorüberziehn!/Wir wählen die Freiheit!/Rechts steht der Feind!/Schlagen wir ihn!“ Das mag deren Organe, die Siegener Zeitung und die Siegerländer National-Zeitung oder den benachbarten Siegerländer Heimatkalender mit eingeschlossen haben, denn dort findet sich von ihm zwischen 1923 und 1935 nichts.
Zwar war Wurmbach 1933 bereits wenige Wochen nach der Machtübernahme durch die Nationalsozialisten und ihre deutschnationalen Bündnispartner schulöffentlich bei einer Feier mit einem Gedicht „Der Tag von Potsdam“, das diesen Vorgang verherrlichte, hervorgetreten, dennoch wurde er 1934 zwangspensioniert, allerdings ohne politische Begründung und unter Zahlung seines Ruhegehalts. Im späteren Entnazifizierungsverfahren behauptete er, es habe 1934 auch ein Schreibverbot gegen ihn gegeben. Das erscheint wenig wahrscheinlich, denn noch nach seiner Entlassung beantragte er erfolgreich die Aufnahme in die Reichsschrifttumskammer und publizierte im Jahr darauf Gedichte (O du Heimatflur. Gedichte aus einer kleinen Welt), die 1934 entstanden waren. Er publizierte zwischen 1935 und 1942 sieben Bücher und permanent in Periodika Kleintexte. Seit 1938 gab es immer wieder Versuche – so von Seiten der NSDAP, der Gestapo und der NSV –, seine Wiedereinstellung zu erreichen. Die Gestapo bat ihn, vertrauenswürdige Gewährsleute für seine literarische Arbeit aus der NSDAP zu nennen. Daraufhin benannte er Hans Kruse, Siegerländer Museumsdirektor und Schriftleiter der Zeitschriften Siegerland und Siegerländer Heimatkalender, und Karl-Friedrich Kolbow, Landeshauptmann, die ihn beide wertschätzten.
1941 erhielt Wurmbach schließlich eine Stelle in Wadersloh bei Beckum und erreichte seine völlige Rehabilitierung. Er wurde auf Lebenszeit verbeamtet.
Spätestens seit 1935 bis in die 1940er Jahre veröffentlichte er regelmäßig belletristische Texte vor allem in der Siegerländer National-Zeitung, Parteizeitung der NSDAP, aber auch in der Siegener Zeitung (in der die National-Zeitung 1943 aufging), dem Siegerländer Heimatkalender und im Organ des Siegerländer Heimatvereins Siegerland. Wurmbach wechselte nun häufig vom Endreim zu germanisierenden Formen. Dafür steht z. B. sein Gedicht Deutschland 1939, das aus Anlass des Kriegsbeginns veröffentlicht wurde und im Siegerländer Heimatkalender neben „Kernsätze“ aus Adolf Hitlers Rede am 8. November 1939 im Bürgerbräukeller gesetzt war. Daran heißt es legitimierend und Stimmung machend zu dem gerade begonnenen Angriffskrieg, der von Wurmbach als „Vaterlandsverteidigung“ dargestellt wird, u. a.:
O Deutschland, reich an Liedern und Wälderpracht –

Doch steht dir auch die Sprache des Zornes an,

Damit du züchtigest den Frevler,

Der an den heiligen Frieden rühret.

Mit ihren Leibern schirmen der Besten viel

Und heißem Herzen Marken und Heimstatt dir,

Damit sie leben oder sterben –

Segne der Himmel den Schwur! – für Deutschland.
Zum Jahresbeginn 1944 erschien im Siegerländer Heimatkalender als Einstieg und „Vorwort für den Leser“ ein Gedicht, in dem – nach Stalingrad – Wurmbach „von den Zinnen“ zu „neuem Kampf, zu neuer Fahr/Zu neuem Wagen und Gewinnen“ aufrief. Die Welt, erklärte er, sei „kein Paradies“ und es müsse „recht in der Finsternis/Das edle Erz der Bergmann muten“. Dieses Erz werde nun einmal „in Feuersgluten geläutert“. „Laßt uns mit Gott es recht beginnen!“
Unter dem Titel Bergwerk muß blühen vertonte Georg Hermann Nellius die von Wurmbach 1942 veröffentlichten Bergmannsgedichte.
Nach dem Ende des Nationalsozialismus verschwieg Wurmbach im Entnazifizierungsverfahren zunächst die nationalsozialistischen Publikationsorte, beteuerte, nur „Belletristisches“ veröffentlicht zu haben, räumte dann aber Beiträge in der National-Zeitung der NSDAP ein. 
Seit Wiederscheinen des Siegerländer Heimatkalenders (1951) war er dessen Schriftleiter („Kalendermann“). Er nahm erneut eine pazifistische Haltung ein. Es gelang ihm, eine Stelle an der später nach ihm benannten Grundschule in Kreuztal-Krombach zu erhalten. Dort unterrichtete er bis zu seiner Pensionierung 1957. In diesem Jahr wurde ihm auch das Bundesverdienstkreuz verliehen. Dafür setzten sich ganz besonders zwei Lehrerkollegen aus Heimat- und Gewerkschaftsbewegung ein, die sich im Nationalsozialismus der NSDAP angeschlossen hatten und in diesen Jahren wichtige Einflussgrößen gewesen waren.
Zu seinem 70. Geburtstag 1961 erhielt er die erstmals verliehene Jubiläumsmedaille („Siegtaler“) des Siegerländer Heimatvereins in Gold und wurde aus demselben Anlass in Münster mit der Freiherr-vom-Stein-Medaille ausgezeichnet. Der Heimatforscher Lothar Irle würdigte ihn durch Aufnahme in sein Siegerländer Persönlichkeiten- und Geschlechter-Lexikon.

## Werke
- Walpurgis. Historisches Trauerspiel in fünf Aufzügen (1915)
- Blumen im Brachlande. Gedichte (1919)
- Saiten. Gesänge einer Seele (1921)
- Die schwarze Stadt. Bilder und Klänge aus dem Reiche der Arbeit (1922, Neuaufl. 1972)
- Hermann von Wilnsdorf. Festspiel in fünf Aufzügen zur Siebenhundert-Jahrfeier der Stadt Siegen (1924)
- Bei uns daheim geht eine alte Mär. Dreizehn Sagen aus dem Siegerland (1924)
- Das Spiel vom Kripplein Jesu (1925)
- Das Spiel vom Kreuze Jesu (1926)
- Von einem König, Schneider, Riesen, Einhorn und wilden Schwein (1926)
- Franziskus oder das Spiel von der Liebe Gottes bei den Menschen (1926)
- Der Mann im Mond. Ein Spiel in vier Teilen (1927)
- Das Spiel vom verlorenen Paradeis. Für Puppen- und andere Bühnen (1930)
- Wir sind die drei Könige mit ihrem Stern. Ein Dreikönigsspiel (1932, 4. Aufl. 1950)
- O du Heimatflur. Gedichte aus einer kleinen Welt, Leipzig 1935
- Bi oos d’heim. Gedichte (gemeinsam mit Wilhelm Schmidt) (1937)
- Gedichte der Heimat (1938)
- Der Bibelofen. Kalendergeschichten (1940)
- Wer aus der Liebe ist (1941, erw. Neuaufl. 1947)
- Sankt Nimmerlein, der Kalendergeschichten anderer Teil (1941)
- Bergwerk muß blühen. Siegerländer Erzstufen, gefördert und aufbereitet. Bergmannsgedichte (1942)
- Der Entenpfuhler Bauernkrieg (1947)
- Das Krombacher Glockenspiel (1950)
- De Nachtschecht (1950)
- Lichter im Stollen (1952)
- Über den Tag hinaus (1961)
- Siegerländer Sagen (1966)
- Die Weidenflöte (1966)